# Williston (Caroline du Sud)
Pour les articles homonymes, voir Williston.
Williston est une ville située dans le comté de Barnwell, dans l’État de Caroline du Sud, aux États-Unis. Lors du recensement de 2020, elle comptait 2 877 habitants.